# NGC 5634
NGC 5634 هي مجرة تتبع كوكبة العذراء. اكتشفها ويليام هيرشل في 5 مارس 1785.

## روابط خارجية
- NGC 5634 على موقع ويكي سكاي: DSS2, SDSS, GALEX, IRAS, Hydrogen α, X-Ray, Astrophoto, Sky Map, Articles and images